# محمد سلیمی (روحانی)
محمد سلیمی (زاده ۱۳۳۳) روحانی ایرانی و عضو حقوقدان شورای نگهبان در دوره پنجم و ششم و از شاگردان علی قدوسی در مدرسه حقانی است. وی دارای تحصیلات سطح چهار حوزوی معادل دکتری است. 
از سوابق وی به این موارد می‌توان اشاره کرد: حاکم شرع دادگاه‌های انقلاب اسلامی در استانهای تهران، خراسان، فارس و همدان، رئیس سازمان قضایی نیروهای مسلح استان همدان، رئیس شعبه ۳۱ دیوان عالی کشور، رئیس شعبه دوم دادگاه ویژه روحانیت، دادستان ویژه روحانیت و مدرس حقوق در دانشگاه.